# 송승환 (시인)
송승환(宋承桓, 1971년 ~ )은 대한민국의 시인이자 문학평론가이다. 광주광역시에서 태어나 2008년 중앙대학교 대학원 문예창작학과에서  박사학위를 받았다. 2003년 계간 《문학동네》 문학동네 신인상에 시가, 2005년 월간 《현대문학》 신인추천에 평론이 당선되어 등단하였다. 중앙대학교 문예창작학과 겸임교수와 서울여자대학교 국어국문학과 초빙교수, 계간《작가세계》 편집위원과 계간《시와반시》 편집위원을 역임하였다. 현재 연세대학교 국어국문학과, 추계예술대학교 문예창작과, 서울과학기술대학교 기초교육학부에서 강의하면서 문학잡지 《쓺-문학의 이름으로》 《문학들》 편집위원으로 활동하고 있다.

## 저서

### 시집
- 《드라이아이스》(문학동네, 2007)
- 《클로로포름》(문학과지성사, 2011)
- 《당신이 있다면 당신이 있기를》(문학동네, 2019)
- 《너의 아름다움이 온통 글이 될까봐》(문학동네, 2017)(공저)
- 《어느 푸른 저녁》(문학과지성사, 2019)(공저)

### 비평집
- 《측위의 감각》(서정시학, 2010)
- 《씨네리테르》(문예중앙, 2011)(공저)
- 《전체의 바깥》(문학들, 2019)
- 《감응의 유물론과 예술》(도서출판b, 2020)(공저)
- 《바깥의 문학》(도서출판b, 2022)(편저)

### 연구서
- 《김춘수와 서정주 시의 미적 근대성》(국학자료원, 2011)

## 수상경력
- 2003년 : 문학동네 신인상(시)
- 2005년 : 현대문학 신인추천(평론)
- 2007년 : 한국문학예술위원회 우수문학도서 《드라이아이스》(문학동네, 2007) 선정
- 2009년 : 서울문화재단 문학활성화지원사업 《클로로포름》(문학과지성사, 2011) 선정
- 2017년 : 서울문화재단 문학창작집 발간지원사업 《당신이 있다면 당신이 있기를》(문학동네, 2019) 선정
- 2019년 : 한국출판문화산업진흥위원회 출판콘텐츠 창작 지원 사업 《전체의 바깥》(문학들, 2019) 선정
- 2019년 : 한국문화예술위원회 문학나눔 도서보급사업 《전체의 바깥》(문학들, 2019) 선정